# Wodopławik białorzytkowy
Wodopławik białorzytkowy (Fluvicola nengeta) – gatunek małego ptaka z rodziny tyrankowatych (Tyrannidae). Występuje we wschodniej i północno-zachodniej Ameryce Południowej. Nie jest zagrożony.

## Podgatunki i zasięg występowania
Wyróżnia się dwa podgatunki F. nengeta:
- F. n. atripennis P. L. Sclater, 1860 – wodopławik maskowy[4] – zachodni Ekwador i skrajnie północno-zachodnie Peru
- F. n. nengeta (Linnaeus, 1766) – wodopławik białorzytkowy[4] – wschodnia Brazylia

Zasięgi występowania podgatunków są od siebie bardzo oddalone, niektórzy autorzy sugerują, by traktować te taksony jako odrębne gatunki.

## Środowisko
Półotwarte tereny nizinne w pobliżu słodkowodnych zbiorników wodnych.

## Morfologia
Długość ciała wynosi 15–20 cm, masa ciała około 20 g; długość skrzydła około 13,4 cm (1,2 cala), ogona ok. 3,8 cm (1,5 cala), skoku ok. 2,7 cm (1,1 cala). Posiada charakterystyczne, czarno-białe ubarwienie. Czarne są skrzydła, maska biegnąca przez oczy oraz sterówki, z wyjątkiem białego pasa przez nie biegnącego. Spód skrzydeł czarny.

## Zachowanie
Odzywa się ostrym „kirt!”. Niepłochliwy. W odróżnieniu od innych tyrankowatych chętnie przebywa w wodzie lub jej pobliżu. Żeruje parami lub samotnie w pobliżu krzewów, zazwyczaj w pobliżu cieków wodnych. Żywi się owadami. W trakcie toków ptaki siadają naprzeciw siebie i podnoszą ogon dygając, niekiedy wachlarzowato rozpościerają skrzydła.

## Status
IUCN uznaje wodopławika białorzytkowego za gatunek najmniejszej troski (LC, Least Concern) nieprzerwanie od 1988 roku. Liczebność populacji nie została oszacowana, ale ptak ten opisywany jest jako dość pospolity. Trend liczebności populacji uznawany jest za wzrostowy.